# Veronica de Klerk
Veronica Cecilia de Klerk (* 26. November 1947) leitete von 1996 bis 2014 die gemeinnützige Selbsthilfeorganisation Women’s Action for Development (WAD), die größte Frauenorganisation Namibias.

## Leben
Veronica de Klerk wuchs als Tochter eines Missionarsehepaars in Windhoek, auf St. Helena und in Südafrika auf. Ihren Schulabschluss machte sie in Kapstadt. Nach einer Ausbildung zur Chefsekretärin am Good Hope Training College in Kapstadt war sie in den 1970er Jahren in diesem Beruf in der Privatwirtschaft tätig. In den 1980er Jahren folgte eine mehrjährige Karriere bei der 1979 gegründeten Fernsehanstalt South West African Broadcasting Corporation (SWABC) als Nachrichtensprecherin im Fernsehen und als Radiomoderatorin.
Nach der Unabhängigkeit Namibias engagierte sie sich in den frühen 1990er Jahren für die Wahlkampagne der Demokratischen Turnhallenallianz (DTA), mit der sie 1995 brach. Im gleichen Jahr nahm sie an der Vierten UN-Weltfrauenkonferenz in Peking teil, die sie dazu bewog, sich für die Selbstermächtigung der armen Landbevölkerung einzusetzen. 1996 trat sie der Nichtregierungsorganisation Women’s Action for Development (WAD) als Managerin bei, die zwei Jahre vorher als Entwicklungsprogramm der Konrad-Adenauer-Stiftung gegründet worden war. 1997 nahm sie an einer Schulung zur Förderung der Selbsthilfe von Frauen in Marburg teil. Bis 2001 wurde WAD durch das Auslandsbüro der Konrad-Adenauer-Stiftung Namibia und Angola gemanagt. 2001 wurde WAD als gemeinnützige Organisation in Namibia registriert. Veronica de Klerk wurde die Geschäftsführerin der Organisation.
Unter ihrer Leitung hat WAD eine Reihe von Selbsthilfeprojekten für Frauen in ganz Namibia aufgesetzt, deren Aufgabe die Ausbildung und das Schaffen von Erwerbsmöglichkeiten der armen weiblichen Landbevölkerung ist. Zudem hat WAD ländliche Frauengruppen initiiert, deren Ziel es ist, die politischen Fähigkeiten und Durchsetzungskraft ihrer Mitglieder zu erhöhen.
1997 wurde De Klerk in den Economic Advisory Council des namibischen Präsidenten berufen.
Zum 1. September 2014 zog sich De Klerk als Geschäftsführerin der WAD zurück, da ihr Ehemann herzleidend war. Sie lebt mit ihrem Mann in Kapstadt.

## Veröffentlichungen
- Veronica de Klerk: Women’s   Action   for   Development:   15   Years   of   experience with customary practice in rural Namibia. In: Oliver C. Ruppel (Hrsg.): Women and custom in Namibia. Cultural practice versus gender equality? Macmillan Education Namibia Publ., Konrad Adenauer Foundation, Windhoek 2008, ISBN 978-99916-0-938-6, S. 33–42 (kas.de).